# محمد توانا
محمد توانا پزشک و سیاست‌مدار ایرانی بود، که در  دوره بیست و سوم  به‌عنوان نماینده اصفهان در مجلس شورای ملی حضور داشت.او همچنین کنسولگر ایران در گرجستان و دیپلمات امور خارجه بوده است 